# نسرين طرابلسي
نسرين طرابلسي (22 مارس 1970 -)، أديبة وإعلامية سورية. وهي الابنة الصغرى لشقيق الدكتور أمجد طرابلسي. حاصلة على بكالوريوس في النقد والأدب المسرحي من المعهد العالي للفنون المسرحية بالكويت.
عملت بعد وصولها إلى الكويت عام 1994 في القناة الفضائية الكويتية، وقدمت فيها البرامج الصباحية والمنوعة والثقافية جامعة بين العمل الإذاعي والتلفزيوني والدراسة المسرحية الأكاديمية إلى أن وصل بها المطاف عام 2000 إلى قطاع الأخبار والبرامج السياسية في تلفزيون الكويت لتستقر فيه، وما زالت تقدم النشرات الإخبارية به. نشرت قصصها ومقالاتها في العديد من الصحف اليومية والدوريات العربية المتخصصة بالنقد والأدب.
قدمت العديد من الأمسيات القصصية الممسرحة في الكويت ودمشق وفي ساقية الصاوي بالقاهرة، وتميزت بتوظف دراستها وتجربتها المسرحية مع خبراتها في الأداء والإلقاء لضخ الحيوية والتجديد في الأمسيات السردية.

## إصداراتها
- في انتظار أسطورة، قصص، الكويت 1997.
- وأدرك شهرزاد الملل، قصص، دار المدى، دمشق 2004.
- حديث الخرساء، قصائد نثر، دار صائب، دير الزور 2007.
- بروفة رقص أخيرة، قصص، دار المدى، دمشق 2008.